# Muncelu (okręg Bacău)
Muncelu – wieś w Rumunii, w okręgu Bacău, w gminie Glăvănești. W 2011 roku liczyła 263 mieszkańców.